# León II (emperador)
Flavio León (en latín, Leo) más conocido como León II (en griego: Λέων Βʹ; 469 - 17 de noviembre de 474), fue emperador del Imperio romano de Oriente desde el 18 de enero hasta su prematura muerte. Era hijo de Zenón y de Ariadna (la hija de León I y Elia Verina).

## Biografía
León I, sintiendo acercarse la muerte, concedió el título de César a su nieto, León II, designándole por tanto su sucesor. León II tenía solo cuatro años de edad, pero León I descartó a su yerno Zenón, conocedor de su escasa popularidad. El 17 de noviembre siguiente, León I elevó a su nieto a la categoría de Augusto, y por tanto coemperador. 
Fue coronado en el Hipódromo de Constantinopla, y la ceremonia estuvo presidida por el Patriarca Ecuménico Acacio. El De Ceremoniis del siglo X da un relato detallado de su coronación como augusto, que data del 17 de noviembre de 473. También fue designado cónsul único en 474 por esta época. Cuando León I murió de disentería el 18 de enero de 474, León II ascendió al trono como único augusto. El 29 de enero de 474, el Senado bizantino nombró coaugusto a su padre Zenón junto a León II, ya que era demasiado joven para firmar documentos oficiales. León II murió algún tiempo después del 10 de octubre de 474, a la edad de 7 años, dejando a Zenón como único emperador. 
Su muerte, que ocurrió tan poco tiempo después de convertirse en emperador, ha llevado a especular entre algunos eruditos modernos de que fue envenenado por su madre Ariadna para que Zenón pudiera ascender al trono. Sin embargo, ninguna fuente contemporánea confirma esta sugerencia, por lo que se considera probable que la muerte de León II fuera natural, especialmente si se tiene en cuenta la alta tasa de mortalidad infantil de la época. Víctor de Tunnuna, un cronista del siglo VI, dice que León II en realidad no murió, sino que Ariadna se lo llevó y lo ocultó en un monasterio. Es muy probable que se trate de una confusión con Basilisco, el hijo del comandante bizantino Armato. Basilisco fue coronado césar en 476 y casi fue ejecutado en 477 después de que su padre fuera asesinado por Zenón, pero fue salvado por Ariadna. La confusión probablemente se deba al hecho de que Basilisco pasó a llamarse León para evitar la asociación con el usurpador que se levantó contra Zenón. 
Zenón era muy impopular, debido a la falta de prestigio dinástico, y sus únicos lazos familiares con el trono imperial eran su matrimonio con Ariadna, la hija de León I, y a través de su hijo ahora muerto León II. Además, debido a que era isaurio, la élite bizantina lo consideraba un extranjero, y el tesoro estaba vacío en su ascensión. La Casa de León se opuso al gobierno en solitario de Zenón, con Elia Verina, la viuda de León I, proclamando emperador a su hermano Basilisco en enero de 475. Zenón huyó y durante 20 meses Basilisco gobernó antes de que Zenón regresara y retomara el trono. El gobierno de Zenón estuvo marcado por constantes disturbios, y solo a través de la astucia y el soborno logró gobernar durante 17 años, hasta su muerte el 9 de abril de 491.